# Anuar Zain
Shahrul Anuar Zain (15 de febrero de 1970) es un cantante modelo (para los cargadores de muelle) malayo . Ha grabado tres álbumes para ser publicados, todos los cuales han sido nombrados después de él. El primer álbum fue lanzado en 1998, que consta de 10 canciones. Su primer sencillo después de un paréntesis fue el tema musical titulado "Bila Resah". El segundo álbum fue lanzado en 2002 y su más reciente álbum salió en 2007. Un artista ganador de múltiples premios, Zain con éxito ha tenido una contrademanda por su compañía discográfica anteriormente, bajo los registros de Synchrosound, ya que los pagos de cánones estaban atrasados en mayo de 2010. Es hermano menor de la cantante Ziana Zain.

## Logros
1999
- Anugerah Industri Muzik (AIM)
  - Penyanyi Baru Lelaki Terbaik
  - Penyanyi Lelaki Terbaik

2002
- Anugerah Personaliti Hiburan (APH)
- Penyanyi Lelaki Solo / Berkumpulan

2003
- Anugerah Era (Ae'03)
  - Vokal Lelaki Pilihan
- Anugerah Industri Muzik (AIM)
  - Persembahan Vokal Terbaik Di Dalam Album ( Lelaki )
  - Lagu Terbaik ( Keabadian Cinta )
- Anugerah Bintang Popular (ABP)
  - Penyanyi Lelaki Popular

2004
- Anugerah Planet Muzik (APM)
  - Penyanyi Lelaki Paling Popular
- Anugerah Media Hiburan 2003–2004
  - Penyanyi Lelaki
  - Artis Lelaki Kacak
- Anugerah Hype!
  - Penyanyi Lelaki (Local) Ter-Hype! 2004

2005
- Anugerah Planet Muzik (APM)
  - Artis Lelaki Popular
- Anugerah Era (Ae'05)
  - Vokal Lelaki Pilihan

2008
- Anugerah Planet Muzik (APM)
  - Artis Lelaki Terbaik
- Anugerah Stail Eh! 2008
  - Selebriti Lelaki Paling Bergaya